# Orthotrichia instabilis
Orthotrichia instabilis är en nattsländeart som beskrevs av Donald G. Denning 1948. Orthotrichia instabilis ingår i släktet Orthotrichia och familjen smånattsländor. Inga underarter finns listade i Catalogue of Life.